# Friedrich Dotzauer
Friedrich Dotzauer, cuyo nombre completo era Justus Johann Friedrich Dotzauer, (Häselrieth, Hildburghausen, 20 de enero de 1783 – Dresde, 6 de marzo de 1860) fue un violonchelista y compositor alemán.

## Vida

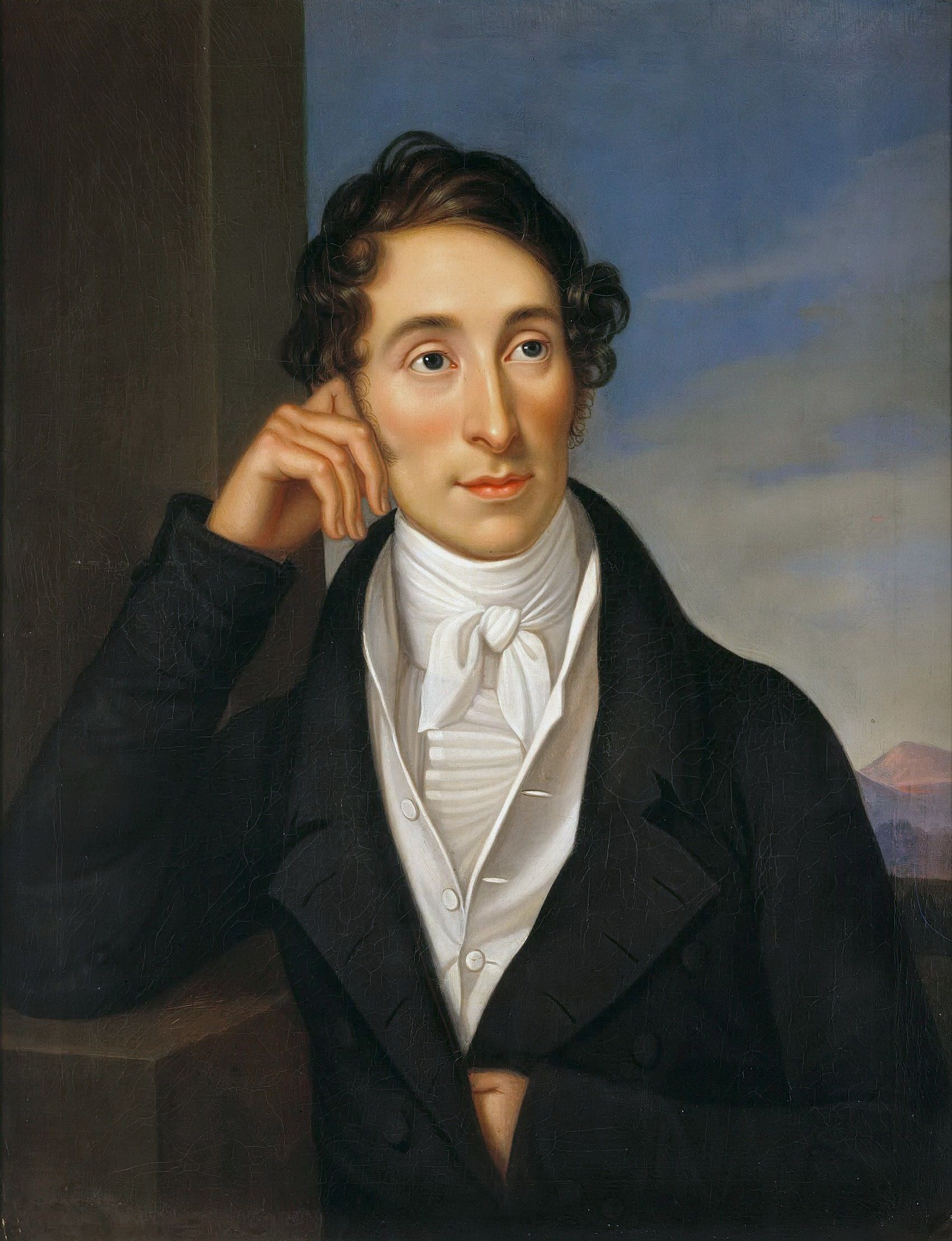
Caroline Bardua - Historia del compositor Carl Maria von Weber

Nació en Häselrieth, cerca de Hildburghausen, de un padre que era ministro de la Iglesia protestante. A edad temprana aprendió a tocar un número de instrumentos, incluyendo el piano, contrabajo, violín, clarinete y trompa. También fue instruido en teoría musical por Rüttinger, organista de la iglesia local y alumno de Johan Christian Kittel, uno de los últimos discípulos de J. S. Bach. Recibió sus primeras lecciones de violonchelo del trompetista de la corte y, habiendo elegido el violonchelo como su instrumento, continuó estudiando con otros maestros. Entró a formar parte de la Orquesta de la Gewandhaus de Leipzig. Durante el periodo 1801-1805, Dotzauer fue violonchelista en la Orquesta de la corte de Meiningen (Hofkapelle). Más tarde en la Orquesta de la corte de Dresde, donde permaneció hasta que se retiró en 1850, a los 67, diez años antes de su muerte.

## Obra
Además de su trabajo violonchelista Friedrich Dotzauer mantuvo una rica actividad compositiva. Escribió un gran número de sinfonías, conciertos, óperas (Graziosa, Dresde, 1841), oberturas, sonatas y obras de cámara. Aunque estas obras han sido olvidadas en gran medida, sus composiciones para violonchelo conservan cierta popularidad. Entre ellas encontramos nueve conciertos, tres concertinos, dos sonatas con acompañamiento de contrabajo, variaciones, divertimentos, popurrís y numerosos dúos. Incluso hoy en día algunas de estas obras se emplean para la enseñanza del violonchelo. Dotzauer fue reconocido especialmente por su Violoncellschule, 4 volúmenes de 113 ejercicios y caprichos para violonchelo solo.